# Schmücke und Schneider
Die Kriminalhauptkommissare Herbert Schmücke, gespielt von Jaecki Schwarz, und Herbert Schneider, gespielt von Wolfgang Winkler, sind fiktive Personen aus der ARD-Krimireihe Polizeiruf 110, die von 1996 bis 2013 in insgesamt 50 Fällen ermittelten.

## Hintergrund
Ermittlungs- und Drehorte waren Halle (Saale) und seine Umgebung sowie Erfurt.

## Figuren

### Herbert Schmücke
Kriminalhauptkommissar Herbert Schmücke, gespielt von Jaecki Schwarz, ermittelt seit 1996 in Sachsen-Anhalt. Er ist in der Lage, mit seinem Gegenüber recht schnell ein Gespräch zu führen. Je nachdem, welcher Fall ihn erreicht, greift er hier und da auch einmal zu unkonventionellen Mitteln. In seinem ersten Fall, Der Pferdemörder, trifft er auf seinen Freund Herbert Schneider, mit dem er zusammen die Polizeischule in Aschersleben besucht hatte. Schmücke hat eine Schwester namens Gabriele, und sein Neffe ist der Sänger Daniel Cross. Beide treten in seinem 16. Fall Zerstörte Träume auf. Gabriele war 1979 aus der DDR in die BRD geflohen, weshalb ihr Bruder mit der Stasi Probleme bekommen hatte und zum Streifendienst nach Crimmitschau versetzt wurde. Seine Lebensgefährtin Edith Reger (Marita Böhme) lernt er in seinem ersten Fall kennen und lieben. Er lebt bis 2004 mit ihr zusammen.

### Herbert Schneider
Kriminalhauptkommissar Herbert Schneider, gespielt von Wolfgang Winkler, entschied sich nach der Begegnung mit seinem alten Freund Herbert Schmücke, mit ihm zusammenzuarbeiten. Seitdem lebt er von seiner Familie getrennt. Später lernt er Gabi Rössner (Karin Düwel) kennen, mit der er auch bis zu seiner Pensionierung zusammenbleibt. Im Gegensatz zu seinem Kollegen Schmücke hält sich Schneider bei den Ermittlungsarbeiten besonders intensiv an die Fakten, die vorliegen. Dadurch ergänzen sich Schmücke und Schneider, was ihre Arbeiten positiv beeinflusst. Sein Kollege Schmücke kann allerdings nicht mit ihm die Meinung teilen, auch mit einer Bratwurst am Stand satt und zufrieden zu sein.

### Nora Lindner
Oberkommissarin Nora Lindner, gespielt von Isabell Gerschke, verstärkt das Team Schmücke und Schneider seit 2010. Sie hat nach der Polizeischule ihre Karriere zügig vorangetrieben und ist mit 29 Jahren bereits Oberkommissarin. Sie ist selbstbewusst und mitunter auch undiplomatisch und unkonventionell. Nach 42 Fällen im „Alleingang“ müssen sich Schmücke und Schneider erst einmal an die Unterstützung gewöhnen.

### Rosamunde Weigand
Die Kriminaltechnikerin Rosamunde Weigand sicherte Spuren und unterstützte Schmücke und Schneider bei den Ermittlungen. Marie Gruber war in dieser Rolle durchgehend von 2000 bis 2013 zu sehen. In dem Fall Mordsfreunde von 1999 trat sie bereits als Gertrud Boldt auf.

### Polizeirat Ackermann
Ackermann (Siegfried Voß) ist der Vorgesetzte von Schmücke und Schneider. Durch seine Zustimmung konnte Schmücke seinen Kollegen vom Land ins Kriminalamt nach Halle holen. Er ist nur in 6 Folgen der halleschen Ermittler mit dabei.

### Dr. Klaus Riepe
Gerichtsmediziner Dr. Klaus Riepe, Spitzname Frankenstein, verkörpert durch Klaus-Jürgen Steinmann, tritt unregelmäßig in den einzelnen Folgen auf. Von 1997 bis 2008 ermittelt er in insgesamt 18 Folgen zusammen mit Schmücke und Schneider.

### Dr. Stabroth
Jochen Schropp übernimmt ab 2008 die Rolle des Gerichtsmediziners von Klaus-Jürgen Steinmann. Bis 2010 unterstützt er regelmäßig (8 Folgen) die beiden Kommissare. Danach ist er nur noch in zwei weiteren Folgen mit dabei.

### Edith Reger
Edith Reger, gespielt von Marita Böhme, ist Regisseurin an der halleschen Oper und Herbert Schmückes Lebensgefährtin, bis sie ihn in der Folge Barbarossas Rache vor die Tür setzt. Danach quartiert er sich bei seinem Kollegen Herbert Schneider ein. Sie ist von 1996 bis 2005 in dieser Rolle in 23 Folgen zu sehen. Sie stirbt an den Folgen eines Verkehrsunfalls.

### Gabi Rössner
Gabi Rössner, gespielt von Karin Düwel, tritt 2007 in Tod eines Fahnders erstmals als Nachbarin von Kommissar Schmücke auf und wird später die neue Lebensgefährtin von Herbert Schneider. Sie erbt ein Wassergrundstück, auf dem sie mit Schneider die Freizeit verbringt.

### Dr. Iris Meissner
Katerina Jacob spielt von 2007 bis 2009 die Staatsanwältin Dr. Iris Meissner, die ein sehr gutes Verhältnis zu ihren Kollegen hat. Mit Schmücke, Schneider und Rosamunde Weigand geht sie sogar zum Bowling.

## Folgen
| Folge | Folge gesamt | Titel                          | Erstausstr.   | Drehbuchautor                               | Regie                | Anmerkungen |
| ----- | ------------ | ------------------------------ | ------------- | ------------------------------------------- | -------------------- | --- |
| 1     | 179          | Der Pferdemörder               | 17. März 1996 | Gabriele Gabriel                            | Matti Geschonneck    | Erster Fall mit Schmücke und Schneider. |
| 2     | 180          | Lauf oder stirb                | 14. Apr. 1996 | Peter Probst                                | Matti Geschonneck    | |
| 3     | 183          | Der schlanke Tod               | 15. Sep. 1996 | Axel Götz                                   | Thomas Jacob         | |
| 4     | 190          | Die falsche Sonja              | 13. Juli 1997 | Knut Boeser                                 | Thomas Jacob         | |
| 5     | 192          | Heißkalte Liebe                | 17. Aug. 1997 | Thomas Knauf                                | Rolf Liccini         | |
| 6     | 198          | Todsicher                      | 22. Feb. 1998 | Axel Götz                                   | Thomas Jacob         | |
| 7     | 203          | Rot ist eine schöne Farbe      | 19. Juli 1998 | Knut Boeser                                 | Peter Patzak         | |
| 8     | 204          | Discokiller                    | 4. Okt. 1998  | Scarlett Kleint, Michael Illner             | Marco Serafini       | |
| 9     | 207          | Sumpf                          | 21. Feb. 1999 | Holger K. Schmidt                           | Marijan D. Vajda     | |
| 10    | 211          | Mordsfreunde                   | 11. Juli 1999 | Rainer Bär                                  | Rainer Bär           | |
| 11    | 214          | Blutiges Eis                   | 23. Jan. 2000 | Michael Illner, Scarlett Kleint             | Dietmar Klein        | |
| 12    | 217          | Böse Wetter                    | 19. März 2000 | Peter Scheibler                             | Marco Serafini       | Erster Fall mit Marie Gruber als Kriminaltechnikerin Rosamunde Weigand |
| 13    | 220          | Bis zur letzten Sekunde        | 8. Okt. 2000  | Marlies Ewald                               | Bodo Fürneisen       | |
| 14    | 223          | Tote erben nicht               | 19. Nov. 2000 | Peter Kahane                                | Jan Ruzicka          | |
| 15    | 225          | Jugendwahn                     | 21. Jan. 2001 | Wolfgang Hesse                              | Bodo Fürneisen       | |
| 16    | 228          | Zerstörte Träume               | 18. März 2001 | Bodo Fürneisen                              | Bodo Fürneisen       | |
| 17    | 231          | Kurschatten                    | 24. Juni 2001 | Scarlett Kleint, Michael Illner             | Marco Serafini       | Jubiläumsfolge zum 30. Geburtstag der Reihe mit zahlreichen ehemaligen und zeitgenössischen Polizeiruf-Darstellern.                                                         |
| 18    | 237          | Henkersmahlzeit                | 17. März 2002 | Peter Probst                                | Hartmut Griesmayr    | |
| 19    | 238          | Der Spieler                    | 12. Mai 2002  | Peter Kahane                                | Jürgen Brauer        | |
| 20    | 244          | Angst um Tessa Bülow           | 15. Sep. 2002 | Axel Götz                                   | Hans Werner          | |
| 21    | 248          | Kopf in der Schlinge           | 16. März 2003 | Sabine Thiesler                             | Hartmut Griesmayr    | |
| 22    | 250          | Doktorspiele                   | 29. Juni 2003 | Scarlett Kleint, Michael Illner             | Marco Serafini       | |
| 23    | 251          | Mama kommt bald wieder         | 7. Sep. 2003  | Lutz Schön                                  | Jürgen Bretzinger    | |
| 24    | 254          | Barbarossas Rache              | 7. März 2004  | Felix Huby                                  | Hartmut Griesmayr    | |
| 25    | 255          | Rosentod                       | 21. März 2004 | Hans Werner, Dieter Chill                   | Hans Werner          | |
| 26    | 262          | Ein Bild von einem Mörder      | 19. Dez. 2004 | Lise Reiner-Brast, Thomas Jacob             | Thomas Jacob         | Gastauftritt von Andreas Schmidt-Schaller als Privatdetektiv Thomas Grawe.                                                                                                  |
| 27    | 265          | Heimkehr in den Tod            | 16. Mai 2005  | Clemens Berger                              | Karola Hattop        | |
| 28    | 269          | Vollgas                        | 11. Sep. 2005 | Felix Huby                                  | Hartmut Griesmayr    | Letzter Fall mit Marita Böhme als Edith Reger |
| 29    | 270          | Die Tote aus der Saale         | 4. Dez. 2005  | Clemens Berger, Lutz Schön                  | Marco Serafini       | |
| 30    | 274          | Schneewittchen                 | 12. Feb. 2006 | Rodica Doehnert                             | Christiane Balthasar | |
| 31    | 275          | Tod im Ballhaus                | 9. Apr. 2006  | Peter Kahane, Hans Werner                   | Hans Werner          | |
| 32    | 278          | Bis dass der Tod euch scheidet | 13. Aug. 2006 | Kerstin Höckel, Michael Wallner             | Elsa Kern            | |
| 33    | 284          | Tod in der Bank                | 13. Mai 2007  | Hans-Werner Honert                          | Dirk Regel           | Erster Fall mit Katerina Jacob als Staatsanwältin Dr. Iris Meissner |
| 34    | 286          | Verstoßen                      | 17. Juni 2007 | Nicolas Jacob, Olaf Winkler, Marco Serafini | Marco Serafini       | |
| 35    | 287          | Tod eines Fahnders             | 19. Aug. 2007 | Clemens Berger                              | Wolfgang Münstermann | Erster Fall mit Karin Düwel als Gabriele Rößner |
| 36    | 293          | Keiner schreit                 | 1. Juni 2008  | Annette Hess, Alexander Pfeuffer            | Jürgen Brauer        | |
| 37    | 296          | Taximord                       | 7. Sep. 2008  | Arthur Böttcher                             | Mathias Luther       | |
| 38    | 298          | Wolfsmilch                     | 2. Nov. 2008  | Hans-Werner Honert                          | Hajo Gies            | |
| 39    | 300          | Fehlschuss                     | 5. Apr. 2009  | Thorsten Näter                              | Thorsten Näter       | |
| 40    | 301          | Der Tod und das Mädchen        | 17. Mai 2009  | Xaõ Seffcheque, Jürgen Starbatty            | Karola Hattop        | Letzte Folge mit Katerina Jacob als Staatsanwältin Dr. Iris Meissner |
| 41    | 303          | Tod im Atelier                 | 9. Aug. 2009  | Thorsten Näter                              | Thorsten Näter       | |
| 42    | 308          | Schatten                       | 7. März 2010  | Hans-Werner Honert, Renate Ziemer           | Jorgo Papavassiliou  | |
| 43    | 309          | Blutiges Geld                  | 5. Apr. 2010  | Michael Arnal, Hans Werner                  | Hans Werner          | Erster Fall mit Isabell Gerschke als Kriminaloberkommissarin Nora Lindner                                                                                                   |
| 44    | 314          | Risiko                         | 15. Aug. 2010 | Xaõ Seffcheque, Jürgen Starbatty            | Thorsten Schmidt     | |
| 45    | 317          | Leiser Zorn                    | 13. März 2011 | Thorsten Näter                              | Thorsten Näter       | |
| 46    | 318          | Ein todsicherer Plan           | 17. Apr. 2011 | Matthias Herbert                            | Jorgo Papavassiliou  | |
| 47    | 323          | Blutige Straße                 | 30. Okt. 2011 | Hans-Werner Honert                          | Dror Zahavi          | |
| 48    | 326          | Raubvögel                      | 18. März 2012 | Andreas Pflüger                             | Esther Wenger        | |
| 49    | 329          | Bullenklatschen                | 20. Mai 2012  | Matthias Herbert                            | Thorsten Schmidt     | |
| 50    | 334          | Laufsteg in den Tod            | 3. März 2013  | Hans Werner, Peter Gust                     | Hans Werner          | Mit 9,37 Millionen Zuschauern der quotenstärkste Fall dieses Teams, sowie die erfolgreichste Polizeiruf-110-Folge seit fast 20 Jahren und die dritterfolgreichste überhaupt |

## DVD-Veröffentlichungen
Am 30. November 2006 erschienen auf fünf DVDs die Fälle Kurschatten, Henkersmahlzeit, Vollgas, Schneewittchen und Tod im Ballhaus unter dem Titel Schmücke & Schneider – Ihre spannendsten Fälle.
Die weiteren Fälle erschienen seit dem 28. Mai 2015 im Rahmen der Polizeiruf 110 – MDR-Box bei der EuroVideo Medien GmbH. Bis zum 18. Juli 2017 wurden die Boxen 1–10 mit den kompletten „Schmücke und Schneider“-Fällen veröffentlicht. Dabei fehlt allerdings der 12. Fall "Böse Wetter", der zeitlich in die 4. Box gehört hätte (Stand: März 2022).